# Curriea levis
Curriea levis är en stekelart som beskrevs av Falco 2000. Curriea levis ingår i släktet Curriea och familjen bracksteklar. Inga underarter finns listade i Catalogue of Life.